# Passages

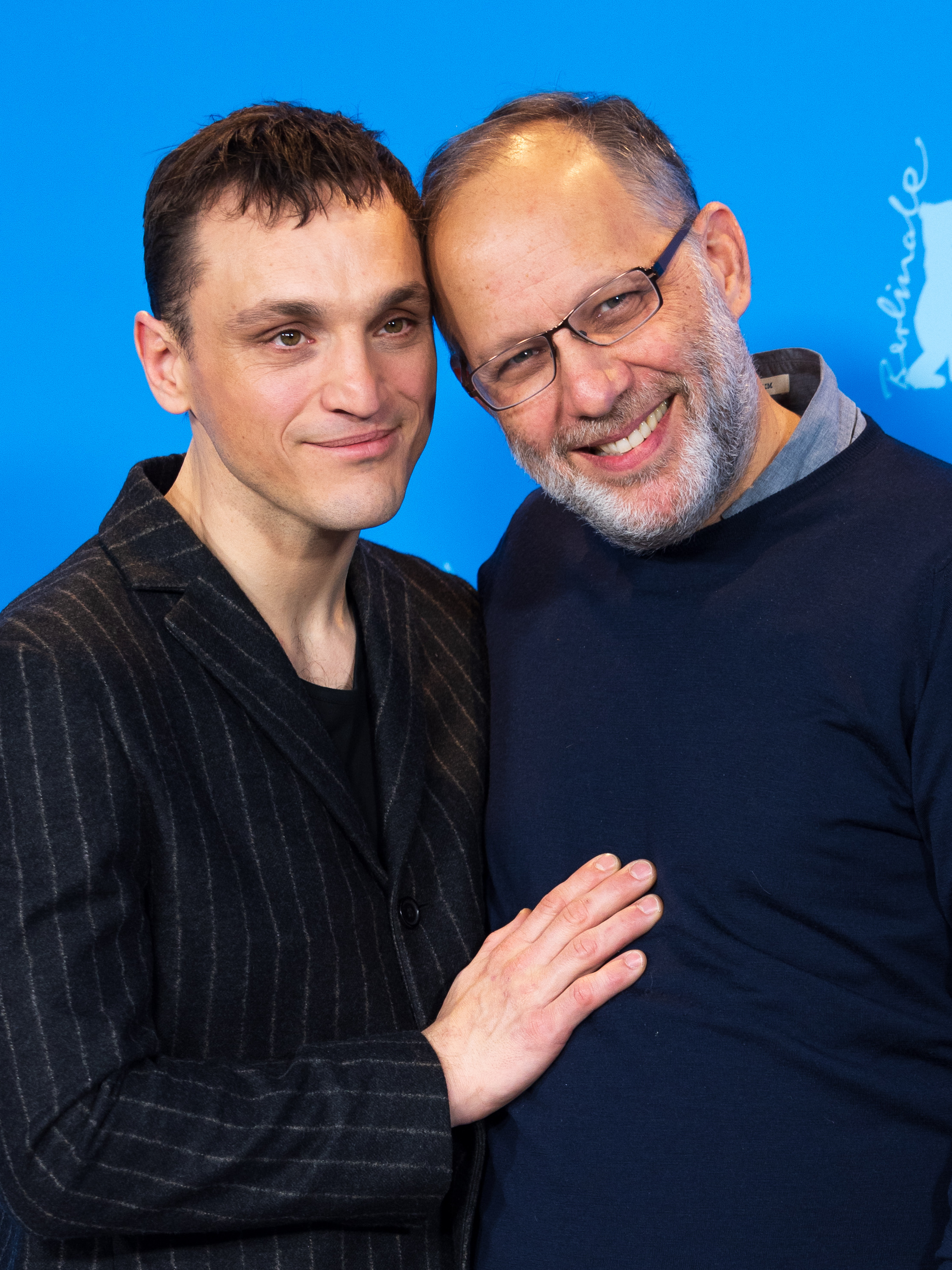
Franz Rogowski i Ira Sachs promocionant Passages a la Berlinale 2023.

Passages és una pel·lícula de drama romàntic francès del 2023 coescrita i dirigida per Ira Sachs i protagonitzada per Franz Rogowski, Ben Whishaw i Adèle Exarchopoulos. Representa una parella gai que entra en crisi quan un dels homes comença una aventura amb una dona jove. S'ha subtitulat al català.
La pel·lícula es va estrenar al Festival de Cinema de Sundance de 2023 i va arribar a les sales franceses el 28 de juny de 2023 a càrrec d'SBS Distribution.
El rodatge va començar el 15 de novembre de 2021 a París. La dissenyadora de vestuari va ser Khadija Zeggaï.